# О Ын Сок
О Ын Сок (кор. 오은석?, 吳恩錫?; род. 2 апреля 1983) — южнокорейский фехтовальщик на саблях, олимпийский чемпион, чемпион Азии и Азиатских игр, призёр чемпионатов мира.
Родился в 1983 году в Тэгу. В 2004 году принял участие в Олимпийских играх в Афинах, но стал лишь 23-м. В 2006 году стал серебряным призёром Азиатских игр в личном и командном зачётах. В 2007 году завоевал бронзовую медаль чемпионата мира в личных соревнованиях. В 2008 году принял участие в Олимпийских играх в Пекине, но стал лишь 13-м. В 2010 году стал обладателем серебряной и бронзовой медалей Азиатских игр. В 2011 году стал чемпионом Азии. В 2012 году на Олимпийских играх в Лондоне завоевал золотую медаль в командном турнире. В 2013 году стал бронзовым, а в 2014 году серебряным призёром чемпионата мира в командном турнире. В 2014 году в составе команды завоевал золотую медаль Азиатских игр.